# Schönau (Leipzig)
Schönau ist ein Stadtteil und zugleich Ortsteil im Stadtbezirk West von Leipzig.

## Lage
Schönau liegt 6 bis 8 Kilometer westlich des Leipziger Stadtzentrums auf einer flachen, nach Norden und Osten hin etwas abfallenden pleistozänen Platte. Im Norden befindet sich eine 1976 aufgeschüttete künstliche Erhebung, die Rückmarsdorfer Halde (siehe dazu Artikel Schönauer Lachen). Der heutige Ortsteil umfasst nur den nordöstlichen Teil der Gemarkung Schönau, der aus dem Gebiet der ehemaligen Gemeinde gleichen Namens hervorgegangen ist. Daneben umfasst er auch einen Teil der Gemarkung Lindenau (mit dem Lindenauer Hafen) und einen kleinen Zipfel der Leutzscher Flur. Im Norden entspricht die Grenze des Ortsteils zugleich der historischen Gemarkungsgrenze zu Großmiltitz und Rückmarsdorf (diese verläuft nordwestlich der Schönauer Wiesenlache und der Gartensiedlung an der Horburger Straße). Im Osten wurde die Plautstraße als administrative Grenze zum Ortsteil Neulindenau, im Süden die Lützner Straße zu Grünau-Ost und -Mitte sowie im Westen die Kiewer Straße als Grenze zu Grünau-Nord festgelegt.
Zum Ortsteil Schönau gehören unter anderem der 1980 bis 1988 errichtete Wohnkomplex 5.1 des Neubaugebietes Grünau, die Reste des alten Dorfkernes von Schönau, das „Schönauer Viertel“ auf dem Gelände der ehemaligen Kaserne Schönau und der Schönauer Park.

## Geschichte
Im Jahr 1254 wurde der Ortsname erstmals urkundlich erwähnt, im Zusammenhang mit dem Grundherrn Heidenricus de Schonenowe. Der Ortsname ist deutschen Ursprungs und setzt sich aus mittelhochdeutsch schœn(e) (‚schön, anmutig‘) und dem Grundwort -au(e) zusammen.
Im 15. Jahrhundert erhielt das Dorf eine Kirche, und 1517 wurde erstmals ein Vorwerk erwähnt, das später zum Rittergut wurde. Dieses kam 1538 in den Besitz des Rates der Stadt Leipzig. Als zu Beginn des Dreißigjährigen Krieges die Stadt bei ihrem  Bürgermeister Theodor Möstel (1564–1628) hohe Schulden hatte, kaufte dieser Gut und Dorf für 2000 Gulden. Er stiftete die erste Schule für Schönau sowie das Abendmahlsbild in der Kirche, auf dem er und andere Leipziger Ratsherren sowie Mitglieder seiner Familie als Apostel dargestellt sind. Später hieß die Schönauer Dorfstraße Möstelstraße, die Namen trug sie bis 1950.
Im weiteren Verlauf des Dreißigjährigen Krieges wurde Schönau außer Kirche und Herrenhaus von schwedischen Truppen zweimal niedergebrannt. Nach mehreren Besitzerwechseln kam das Gut 1786 an den Leipziger Kaufmann Caspar Dietrich Reinhard Schmidt, dessen Nachkommen es bis 1937 im Besitz hatten.
Die Alte Salzstraße wurde 1793 als Lützner Land-, Post- und Heerstraße circa 600 Meter weiter nach Norden verlegt und berührte nun das Dorf Schönau.
Schönau gehörte bis 1815 zum hochstift-merseburgischen Amt Schkeuditz, das seit 1561 unter kursächsischer Hoheit stand und zwischen 1656/57 und 1738 zum Sekundogenitur-Fürstentum Sachsen-Merseburg gehörte. Durch die Beschlüsse des Wiener Kongresses wurde der Westteil des Amts Schkeuditz im Jahr 1815 an Preußen abgetreten. Schönau verblieb mit dem Ostteil beim Königreich Sachsen und wurde dem Kreisamt Leipzig angegliedert. Ab 1856 gehörte der Ort zum Gerichtsamt Leipzig II und ab 1875 zur Amtshauptmannschaft Leipzig.
Mit der Sächsischen Landgemeindeordnung von 1838 wurde Schönau eine Landgemeinde und erhielt das Recht zur Selbstverwaltung. Bis 1856 verblieb die untere Gerichtsbarkeit jedoch beim Patrimonialgericht, dem Rittergut Schönau.
1930 wurde Schönau nach Leipzig eingemeindet, wobei Schönau Forderungen gegenüber der Stadt mit einem Aufwand von über einer Million Mark erhob. Hauptmotiv Leipzigs für die Eingemeindung war der Bau des Lindenauer Hafens, der vollständig auf Leipziger Stadtgebiet liegen sollte. Die bis 1943 fertiggestellten Hafenanlagen lagen sämtlich auf Lindenauer Flur. Nur der Aushub für ein weiteres Becken, worin sich später die Schönauer Sumpflache bildete, und Kiesgruben für den Hafenbau, die zu weiteren Lachen führten, waren Schönauer Flur. Die Stadt Leipzig kaufte 1937 auch das Rittergut Schönau.
Zum Zeitpunkt der Eingemeindung hatte Schönau knapp 600 Einwohner, also etwa ein Zehntel der heutigen Einwohnerzahl. Außer dem Rittergut wurden nur noch zwei Bauernhöfe bewirtschaftet. Neben den üblichen dörflichen Handwerksbetrieben, wie Bäcker, Schmied, Schneider und Schumacher, gab es eine Rauchwarenzurichterei mit rund 1000 Beschäftigten sowie drei Gasthöfe. Der Alte Gasthof, der seit 1522 existierte, und der Gasthof Goldener Stern von  1875 befanden sich innerhalb des Dorfes, während der Gasthof Schwalbennest an der vorbeiführenden Landstraße lag. Es wurde 1797 als churfürstliches Chausseehaus zur Einnahme der Wegegelder an der neuen Lützner Straße errichtet, aber nur bis 1824 als solches betrieben und erst ab etwa 1900 als Gaststätte genutzt. Der Name rührte von in der Gaststube brütenden Schwalben her. In Erinnerung an das 1980 abgerissene Haus erhielt 1987 das Restaurant in einem in der Nähe errichteten Hochhaus den gleichen Namen. Um etwa 2000 verschwand das Hochhaus samt Restaurant, aber es blieb der Name der benachbarten Straße Am Schwalbennest.
Im Rahmen der Aufrüstung der Wehrmacht wurde in den Jahren 1933 bis 1936 in Schönau eine Kaserne für die Luftwaffe erbaut. Sie wurde nach 1945 von der Sowjetarmee weitergenutzt, die 1991 abzog. 1982 war es dort zu einem Explosionsunglück gekommen. Auf einem Großteil der Gemarkung Schönau wurde in den 1970er- und 80er-Jahren ein Teil der Großwohnsiedlung Grünau errichtet. Das barocke Gutshaus wurde 1979 abgerissen, vom alten Gut und Dorf blieben nur der Schönauer Park und die denkmalgeschützte gotische Dorfkirche erhalten.
Der 1992 zu statistischen und administrativen Zwecken gebildete Leipziger Ortsteil Schönau im Stadtbezirk West umfasst nur einen Teil der Gemarkung Schönau. Weitere Teile wurden den Ortsteilen Grünau-Mitte, -Nord, -Ost, -Siedlung sowie Grünau-West (seit 1995 Lausen-Grünau) zugeordnet. Zwischen 1991 und 2003 verlor Schönau rund ein Drittel seiner Bevölkerung. Nach dem Abzug der sowjetischen Truppen und der Beräumung von militärischen Altlasten entwickelte die städtische Entwicklungsgesellschaft LESG das ehemalige Kasernengelände ab 2003 zum Wohngebiet, dem Schönauer Viertel, auf dem über 200 private Einfamilien- und Reihenhäuser errichtet wurden. Durch Rückbauten vor allem in den Jahren 2012 und 2013 konnte der Wohnungsleerstand im Wohnkomplex 5.1 deutlich gesenkt werden. Seither gab es zunächst eine leichte, und dann durch die Fertigstellung des neuen Wohngebiets am Lindenauer Hafen eine deutliche Bevölkerungszunahme. Auf den freien Flächen im Wohnkomplex 5.1 gibt es konkrete Neubaubestrebungen mit einer kleinteiligen Bebauung.

## Bevölkerung
| Jahr | Einwohner |
| ---- | --------- |
| 2000 | 5.177     |
| 2005 | 4.551     |
| 2010 | 4.586     |
| 2015 | 4.433     |
| 2020 | 5.178     |
| 2024 | 5.786     |

Stand: 31.12. des jeweiligen Jahres

## Politik
Bei den Wahlen zum Sächsischen Landtag gehört Schönau zum Wahlkreis Leipzig 5, bei Bundestagswahlen zum Bundestagswahlkreis Leipzig II (Wahlkreis 153).
Die Bundestagswahl 2021 führte bei einer Wahlbeteiligung von 69,9 % zu folgendem Zweitstimmenergebnis:
| Partei                | Schönau | Stadt Leipzig |
| --------------------- | ------- | ------------- |
| SPD                   | 26,1 %  | 20,9 %        |
| AfD                   | 18,1 %  | 13,3 %        |
| CDU                   | 16,2 %  | 14,0 %        |
| Die Linke             | 11,3 %  | 13,7 %        |
| FDP                   | 11,1 %  | 10,1 %        |
| Bündnis 90/Die Grünen | 07,9 %  | 18,5 %        |
| Sonstige              | 09,3 %  | 09,5 %        |

## Sehenswürdigkeiten
Der zentrale und der südwestliche Teil des Ortsteils sind größtenteils als Wohngebiete gewidmet, mit Ausnahme des Fachmarktzentrums an der Kiewer Straße (Kaufland Leipzig-Schönau) und eines überwiegend gewerblich genutzten Mischgebiets an der Kiewer/Lützner Straße. Der Norden und Osten von Schönau sind weitgehend als Grünflächen belassen, dazu gehören u. a. der Schönauer Park und das 8,33 Hektar große Sumpfgebiet Schönauer Lachen (seit 1985 als Flächennaturdenkmal ausgewiesen). Das Gebiet östlich des Lindenauer Hafens ist teils als Gewerbegebiet (Norden), teils als Mischgebiet (Süden) ausgewiesen.
An Altbauten sind lediglich geringe Überreste des ehemaligen Dorfkerns mit der Kirche erhalten. Der zentrale Bereich des Ortsteils ist mit sechsgeschossigen Wohnblöcken in Plattenbauweise (WBS 70) bebaut. Im westlichen Teil finden sich Ein- und Mehrfamilienhäuser aus den 2000er-Jahren (Schönauer Viertel). Östlich des Lindenauer Hafens ist 2021 ein neues Wohnviertel fertiggestellt worden.
In Schönau gibt es einen Kindergarten, eine Grundschule, eine Förderschule sowie einen Lebensmittelmarkt in der Nähe des Parks. An der Garskestraße befindet sich eine Inlinehockeyanlage mit Flutlicht sowie ein Trainingsfeld mit Streetballanlage. Jedes Jahr finden ein Park- und ein Feuerwehrfest statt.

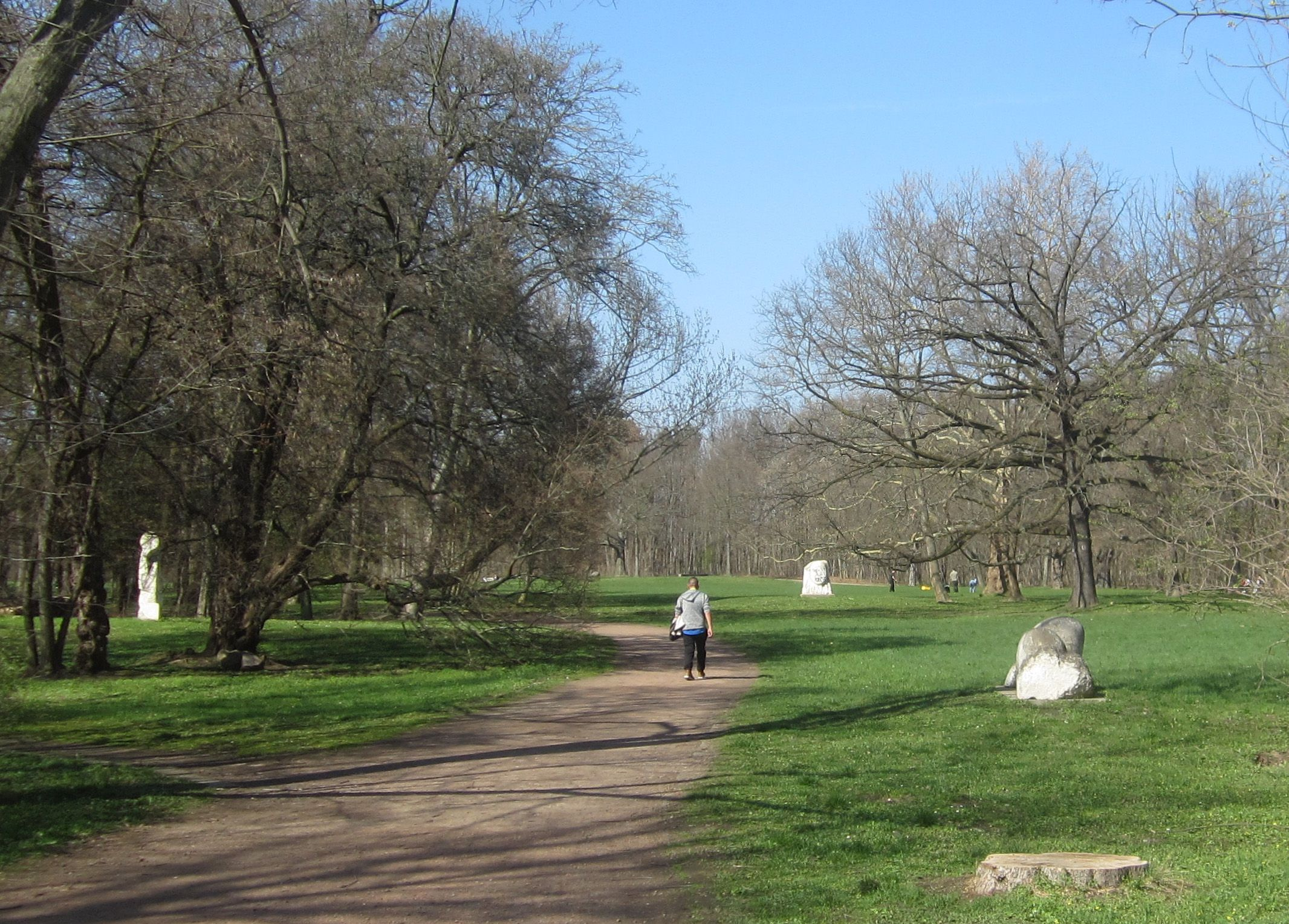
Schönauer Park (2019)
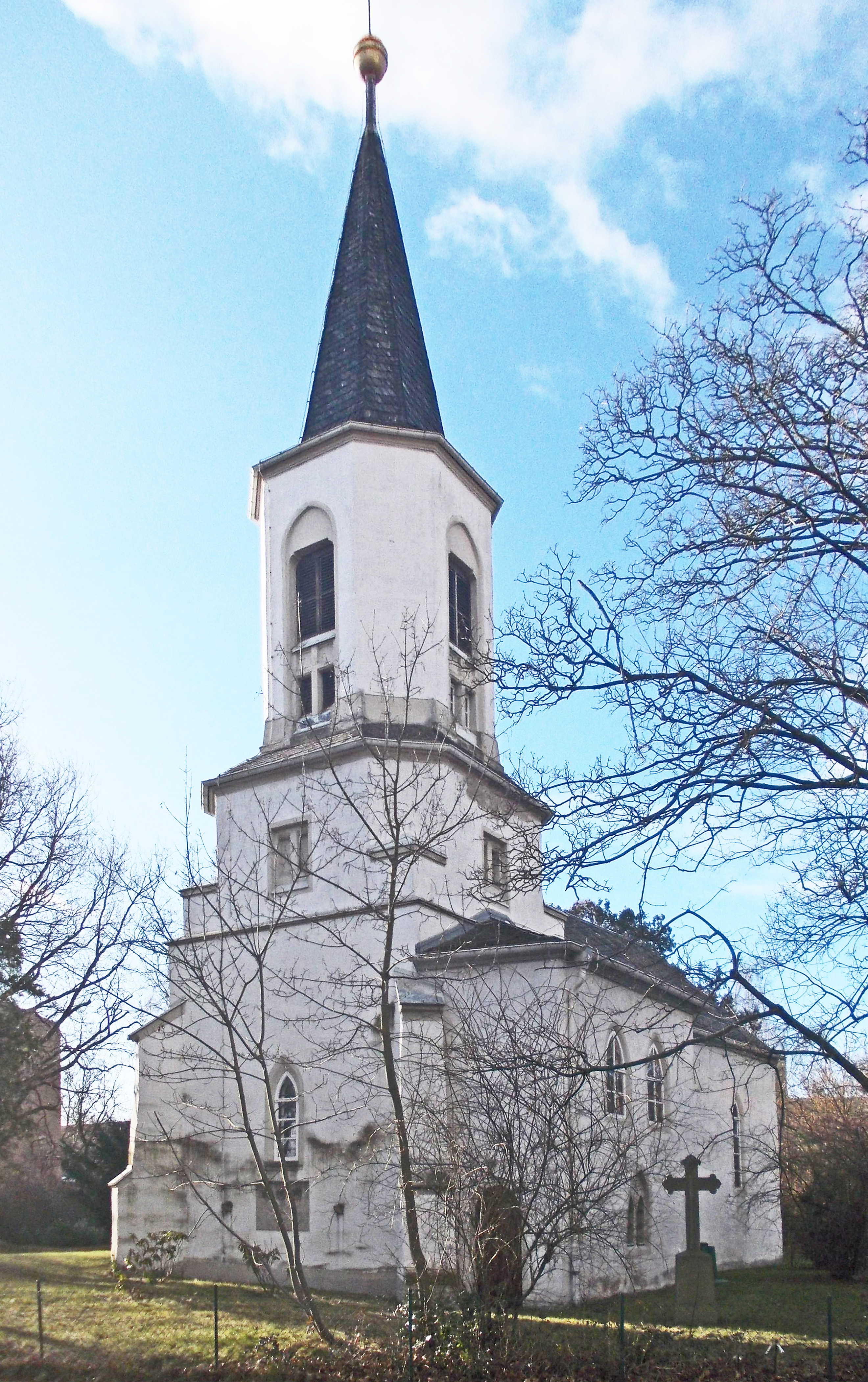
Schönauer Kirche (2015)
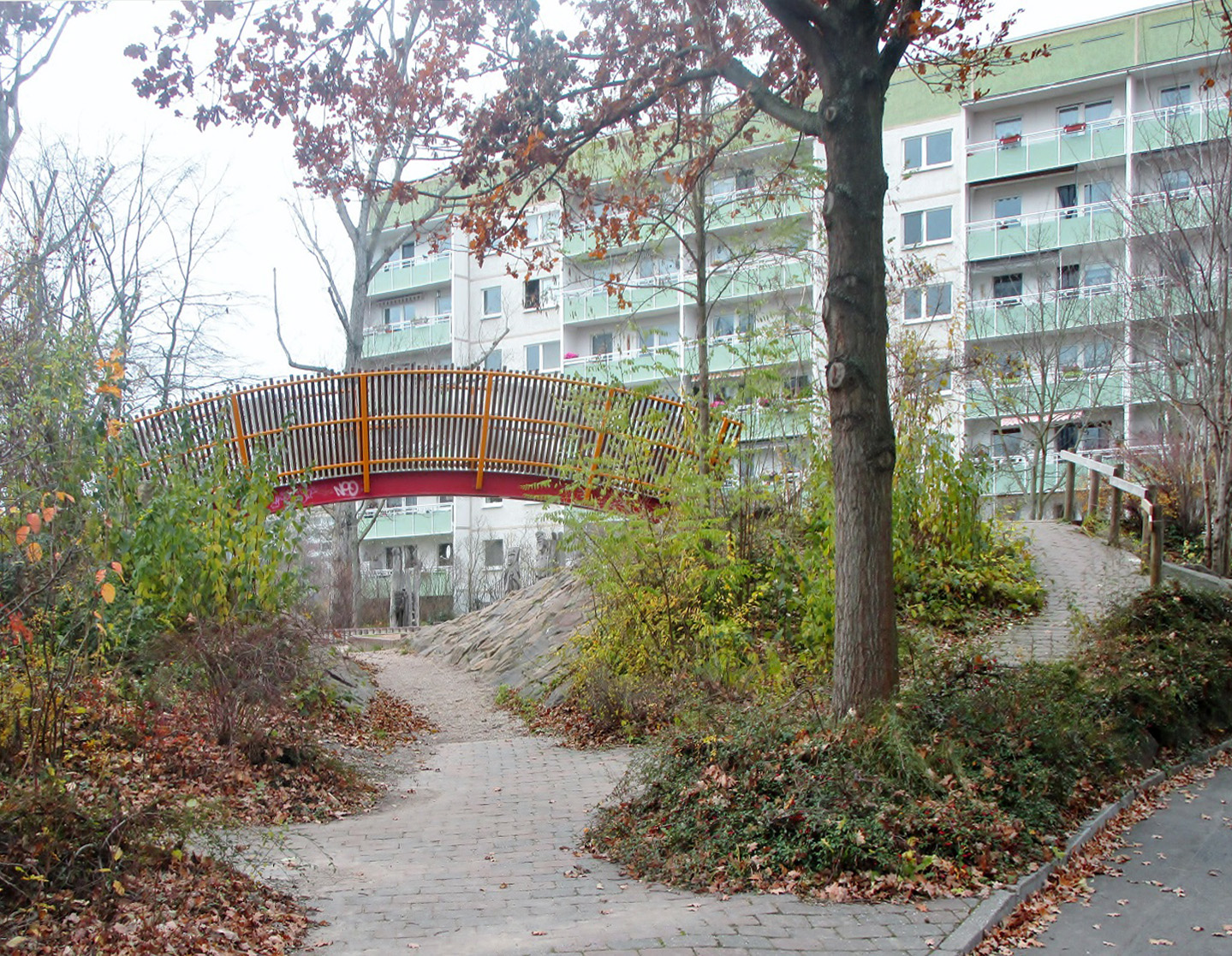
Spielplatz vor Sechsgeschosser (2021)
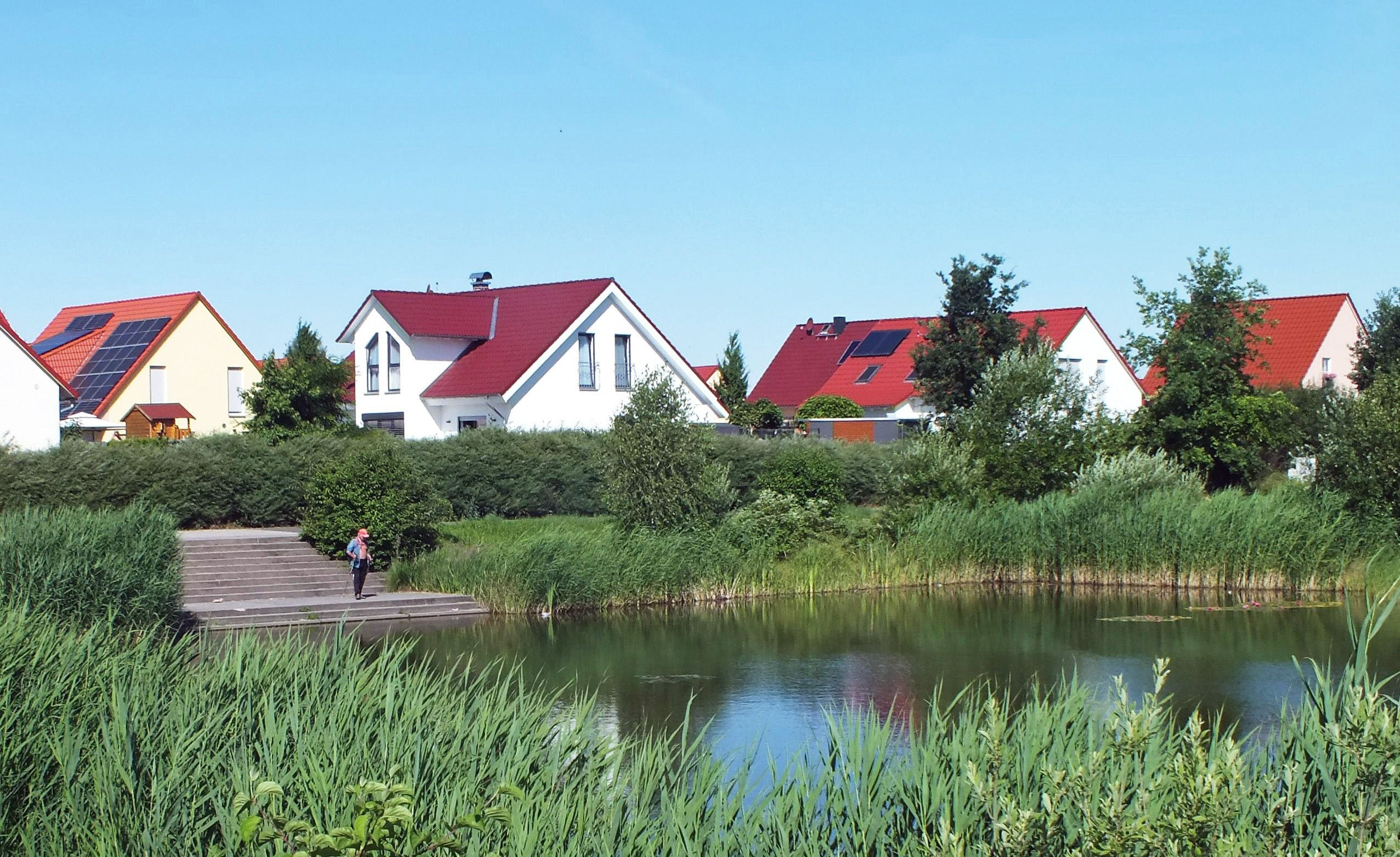
Im Schönauer Viertel (2021)
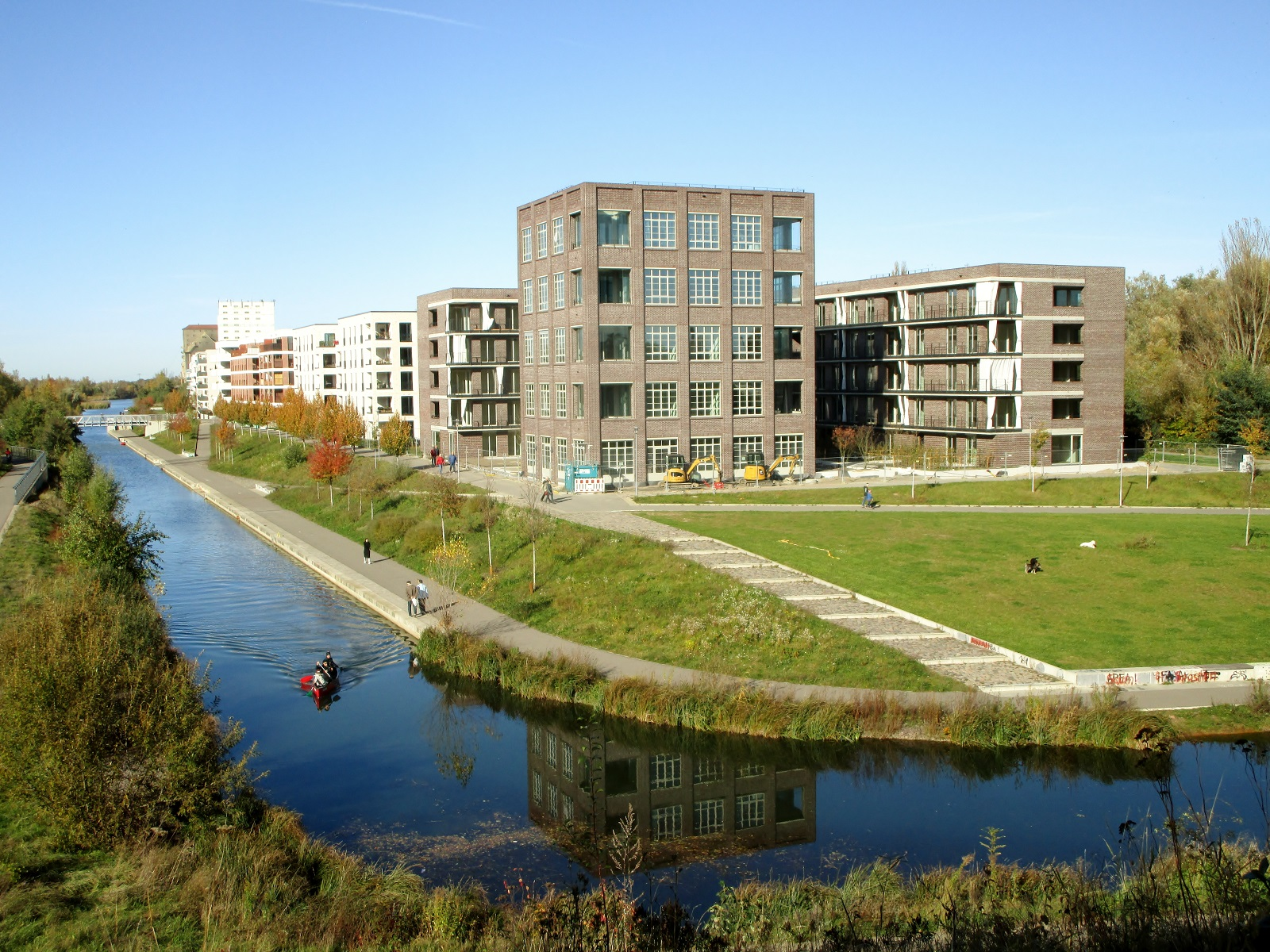
Neues Wohnquartier am Lindenauer Hafen (2021)

Kunst im öffentlichen Raum
Wie in der Großsiedlung Grünau generell, so ist auch in dem zu Schönau gehörenden Wohnkomplex 5.1 Kunst im öffentlichen Raum aus den 1980er Jahren zu finden.
- Natursteinplastik Erwachen geschaffen 1984 von August Martin Hoffmann (1924–1985)
- Kinderspielplatz Don Quichotte, den die Leipziger Holzbildhauer Jürgen und Rainer Strege gestalteten.[16]
- Graffiti-Wand aus Betonplatten, auf der ursprünglich ein Bild Der sozialistische Internationalismus erhöht unsere Sicherheit und unser Lebensgefühl geplant war.

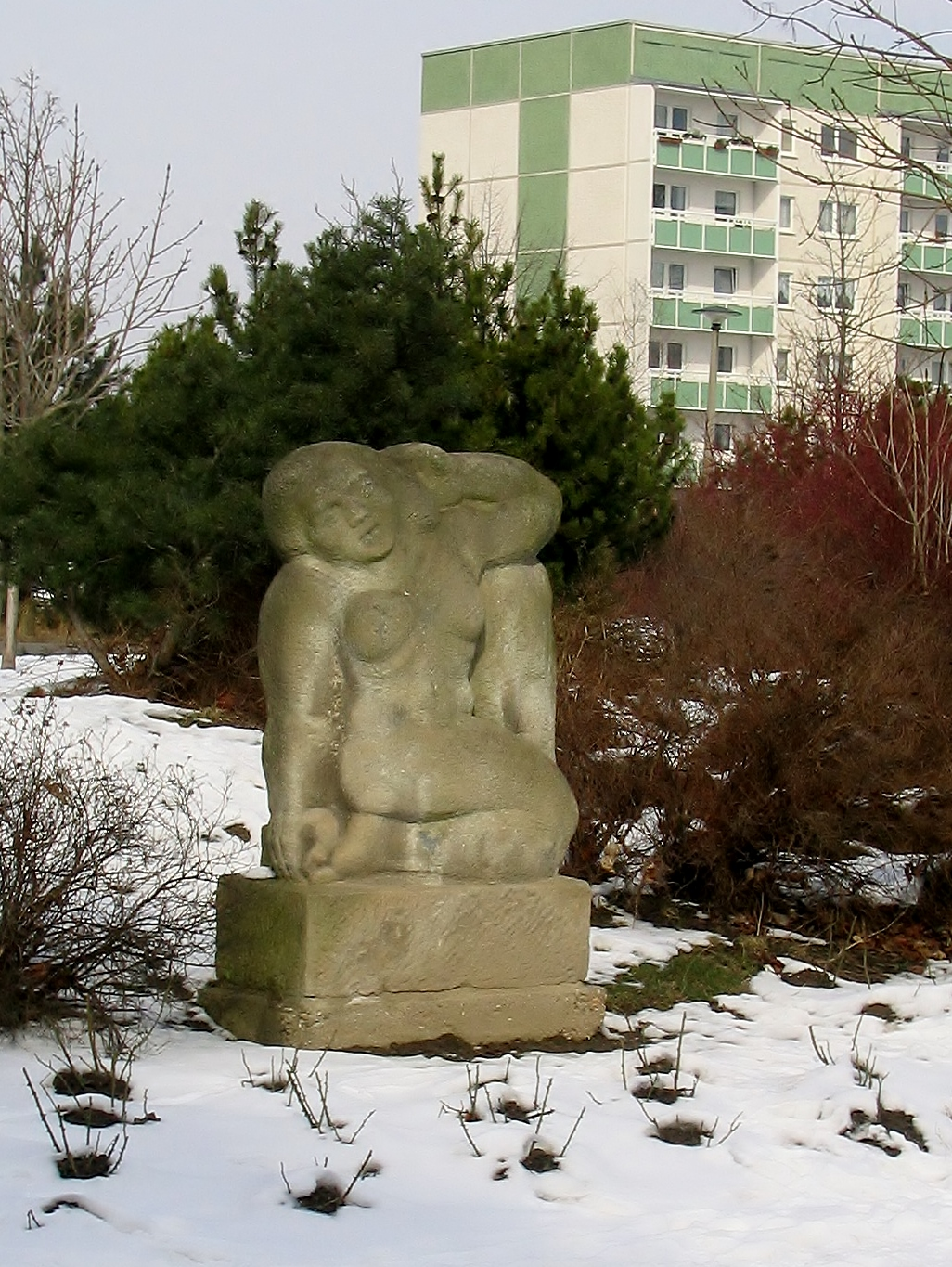
Natursteinplastik „Erwachen“ (2005)
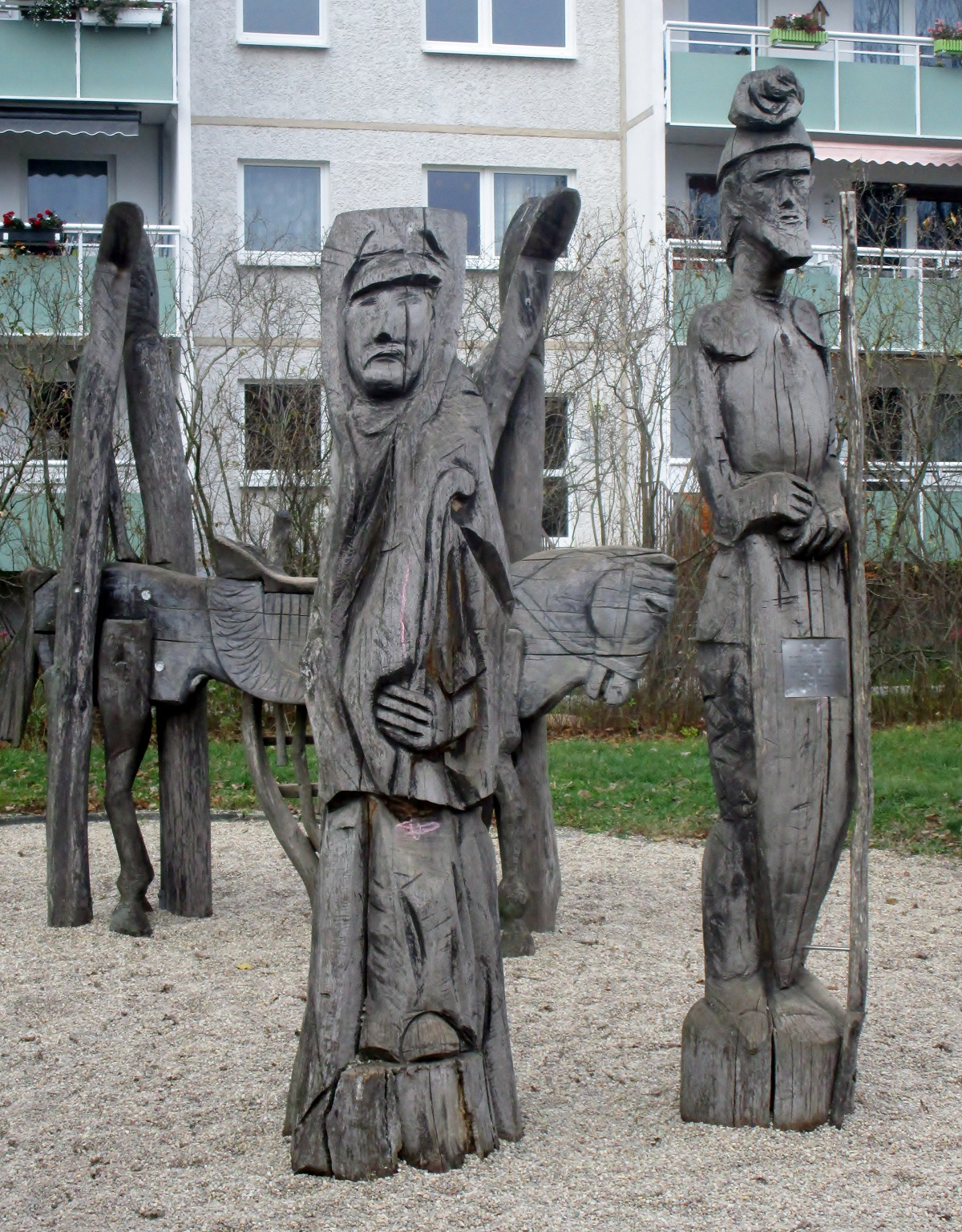
Holzskulpturen „Don Quichotte“ (2021)
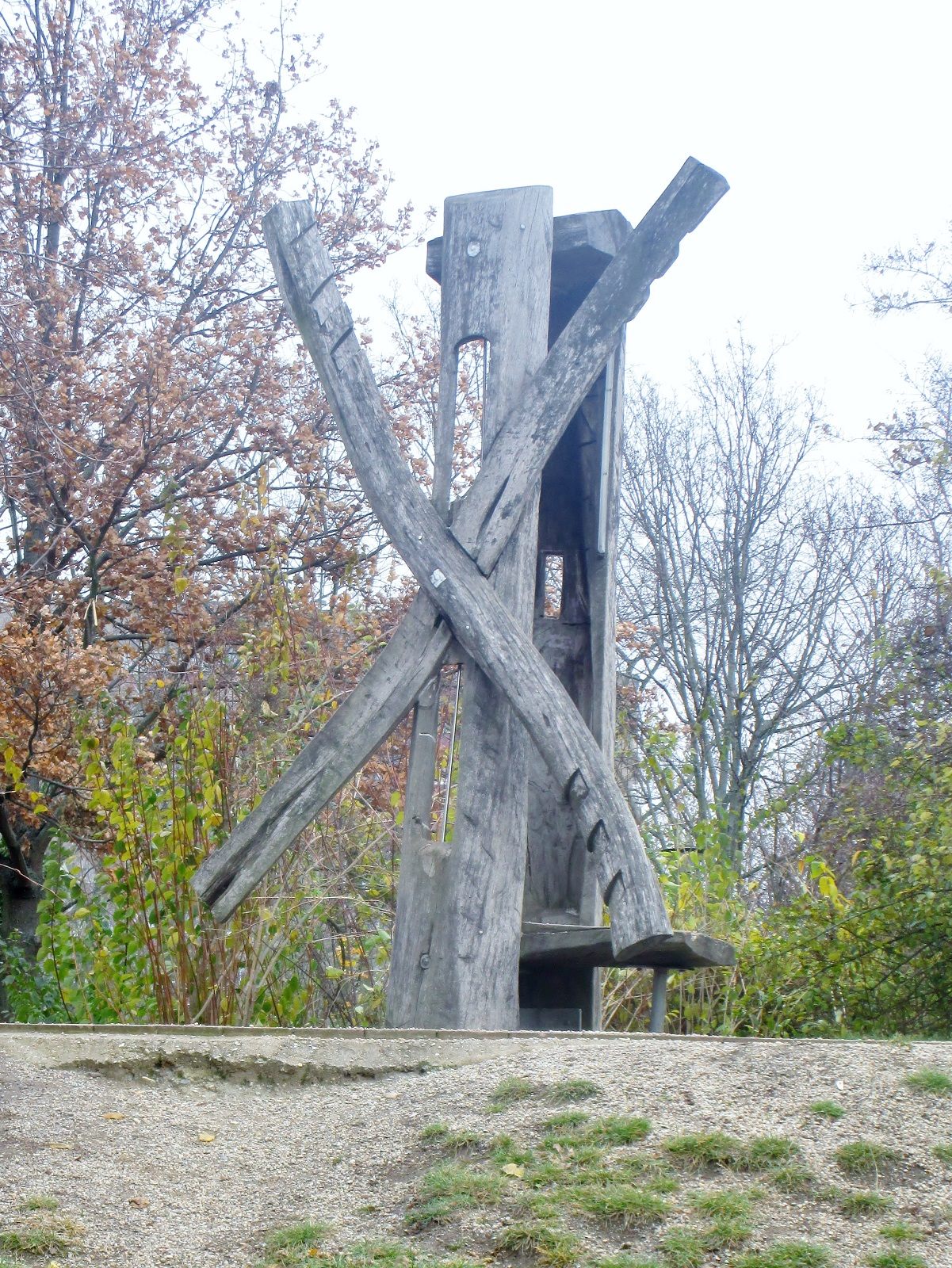
Windmühle auf dem Spielplatz „Don Quichotte“ (2021)
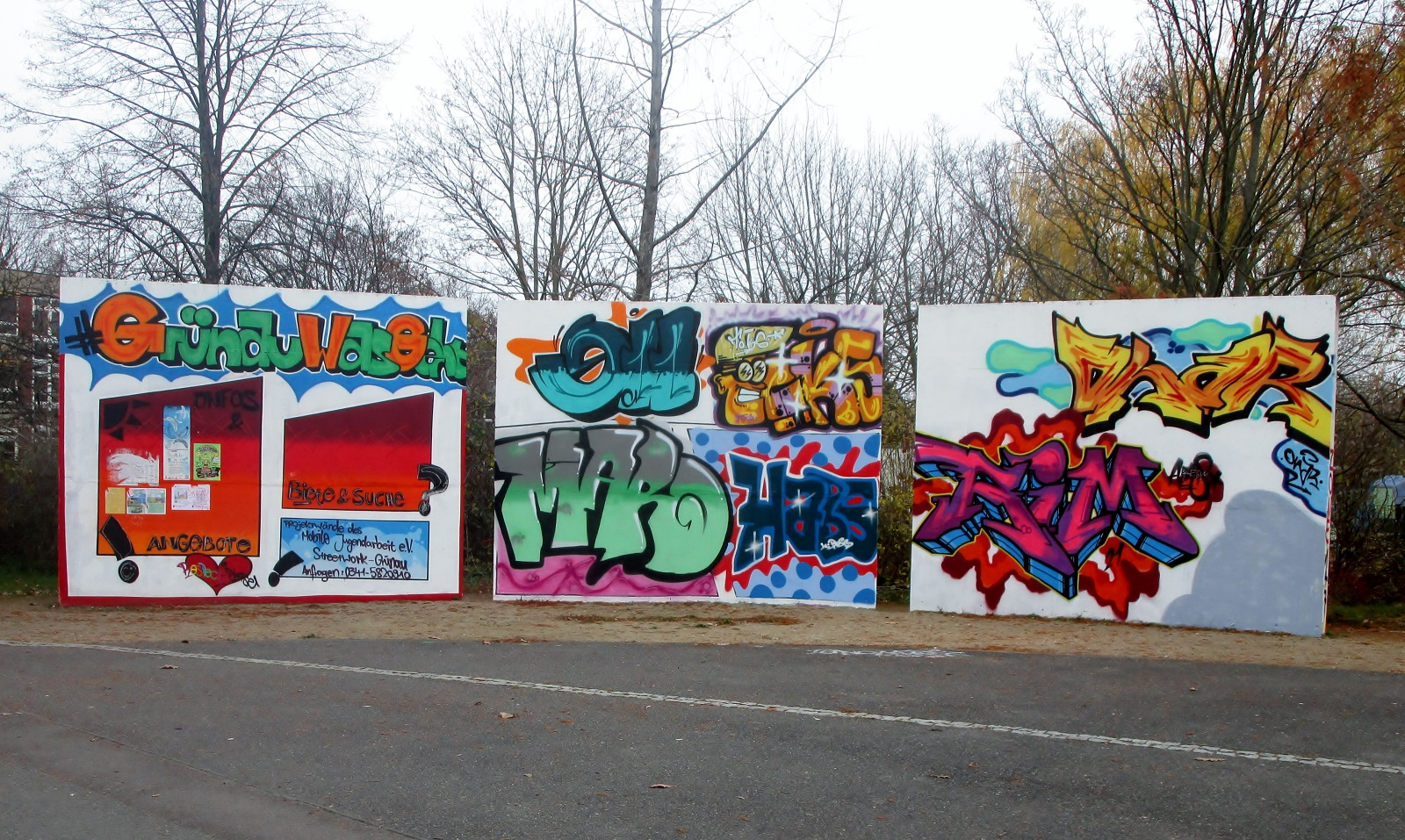
Graffiti-Wand (2021)

## Verkehr
Durch das Viertel verkehrt die Buslinie 66 im Stundentakt. Die Endhaltestelle Grünau-Nord der Straßenbahnlinie 8 befindet sich – trotz des Namens – mitten im Ortsteil Schönau. Sie stellt werktags im 10-Minuten-Takt eine Verbindung in die Innenstadt her. An den Rändern des Ortsteils verkehren die Straßenbahnlinie 15 sowie die Buslinien 60, 61, 62 und 65.
Hauptachsen des motorisierten Individualverkehrs sind die Kiewer Straße im Westen, Lyoner Straße im Norden (Bundesstraße 87) und Lützner Straße im Süden.

## Persönlichkeiten
- Robert Grünzig (1880–1956), Bauunternehmer, in Schönau geboren